# Mbelepanga
Mbelepanga (ou Mbélé Panga, Mbelle-Panga) est un village du Cameroun situé dans la région de l'Est et le commune du Lom-et-Djérem. Il fait partie de l'arrondissement (commune) de Diang.

## Population
En 1966-1967, Mbelepanga comptait 216 habitants, principalement des Bobilis. Lors du recensement de 2005, on y a dénombré 245 personnes.